# Округ Лавака (Тексас)
Округ Лавака (енгл. Lavaca County) је округ у америчкој савезној држави Тексас. По попису из 2010. године број становника је 19.263.

## Демографија
Према попису становништва из 2010. у округу је живело 19.263 становника, што је 53 (0,3%) становника више него 2000. године.
| Група             | 2000.          | 2010.          |
| Белци             | 15.579 (81,1%) | 14.674 (76,2%) |
| Афроамериканци    | 1.305 (6,8%)   | 1.301 (6,8%)   |
| Азијати           | 31 (0,2%)      | 56 (0,3%)      |
| Хиспаноамериканци | 2.183 (11,4%)  | 3.077 (16,0%)  |
| Укупно            | 19.210         | 19.263         |